# Волков, Сергей Валерьевич
Сергей Валерьевич Волков (род. 6 декабря 1987 года) — российский фристайлист.

## Карьера
Закончил Чайковский ГИФК.
Дебютировал на Кубке Мира в декабре 2009 года в финском Суому, а первый подиум пришёл к нему 2 года спустя, в канадском Монт Габриэле Сергей стал третьим в парном могуле. Также в копилке Сергея есть победа на кубковом этапе — золото в феврале 2012 года. На подиуме в американском Дир Вэлли компанию Сергею составил старший брат Андрей, сумевший выиграть заезд за 3-е место. В планах Сергея не только семейный финал в парном могуле, но и индивидуальные старты, которые в отличие от парного входят в программу Олимпийских игр.
На Олимпиаде-2010 был 28-м.
На Олимпиаде-2014 был дисквалифицирован во второй классификации и в итоговом протоколе оказался 28-м.
Участник трёх чемпионатов мира (2005, 2011, 2015). Лучший результат — 19 место (2011, 2015) в личном могуле и 33-й (2005) в парном могуле.
- Серебряный призёр чемпионатов России (могул) — 2011, 2012, 2014.
- Бронзовый призёр чемпионатов России (могул)- 2009.
- Бронзовый призёр чемпионатов России (парный могул) — 2009, 2010.

Мастер спорта России. Выступает за МГФСО и Москву. Личный тренер — Заури Макиев.